# Stormen Otto
Stormen Otto er et stormlavtryk i det nordlige Atlanterhav. Den ramte Storbritannien 17. februar 2023 med skader i Skotland og Nordengland herunder strømafbrydelse i over 30.000 hjem. I Danmark påvirkede stormen især de nordvestlige landsdele. Færger og tog der skulle have afgang 17. februar blev aflyst på grund af stormen. De kraftigste vindstød i Danmark blev målt ved Hanstholm til 38,1 m/s, hvor der også var den kraftigste middelvind på 27,3 m/s. Det betyder at Otto i Danmark var klassificeret som en storm på Beauforts vindskala. Øresundsbroen var lukket i nogle timer på grund af stormen. I Københavns Lufthavn blev mange flyafgange aflyste og flere ankommende fly kunne ikke lande.